# Körner Zsuzsa
Fábri Ferencné Körner Zsuzsa (Budapest, 1946 –) építészmérnök, építészettörténeti szakíró.

## Élete
1969-ben szerzett építészmérnöki oklevelet a Budapesti Műszaki Egyetemen. Tanulmányai befejezését követően az egyetemen maradt tanítani (1969: gyakornok, 1971: tanársegéd, 1985: adjunktus, 2005: docens). 1985-ben egyetemi doktorátust, 2005-ben PHD fokozatot szerzett. Számos településrendezési tervet készített, emellett építészettörténeti kutatásokat folytatott.

## Írásai

### Szakcikkek
- (Kissfazekas Kornéliával) Szemléletváltás a budapesti bérházépítésben, avagy Újlipótváros mint az új városépítészeti paradigmák helyszíne In: Építés – Építészettudomány 50 (2022) 1–2, 65–89.

### Saját könyvek
- A városrendezési szabályozások története Magyarországon, Műegyetemi Kiadó, Budapest, 2004, ISBN 963-420-780-4[2]
- A telepszerű lakásépítés története Magyarországon 1850–1945, Terc Kft., Budapest, 2004, ISBN 963 9535 24 9 (Urbanisztikai füzetek 3.)[3]
- Az európai és a magyar telepszerű lakásépítés története 1945-től napjainkig, Terc Kft., Budapest, 2006, ISBN 963 9535 45 1 (Urbanisztikai füzetek 4.)[4]
- Városias beépítési formák, bérház- és lakástípusok, Terc Kft., Budapest, 2010, ISBN 978 963 9535 98 5[5]
- A történeti városszövet megújulása 1870 és 1940 között, BME Urbanisztika Tanszék, Budapest, 2015, ISBN 978-963-313-146-6[6]
- A budapesti bérházépítés aranykora, Conint-Print Kft., Budapest, 2015[7]

### Társszerzős könyvek
- Egy tanszék 80 éve – CD-vel, A BME Urbanisztika Tanszékének története (1929–2009), Terc Kereskedelmi és Szolgáltató Kft., Budapest, 2009, ISBN 978-963-9535-96-1[8]